# Ivan Chatrný
Ivan Chatrný (14. června 1928, Vysoké Popovice – 5. října 1983, Brno) byl český a moravský grafik, výtvarník a středoškolský odborný učitel. Byl představitelem českého konstruktivního umění 60. až 80. let. Jeho grafická tvorba se řadí ke geometické abstrakci. Pro jeho práce je typická redukce forem, multiplikovaných do podoby převážně černobílých grafických struktur a rastrů. Experimentoval rovněž s výtvarnými zásahy do tiskových desek a plochých filmů. Byl členem Klubu konkrétistů a výtvarné skupiny Jiná geometrie.  

## Život
Narodil se v roce 1928 ve Vysokých Popovicích do rodiny řídícího učitele a amatérského fotografa  Metoděje Chatrného (6. října 1890 Příbram u Brna – 26. června 1956 Vysoké Popovice) a jeho manželky Marie (19. ledna 1900 – 11. června 1986). Jeho starším bratrem byl Dalibor Chatrný.
V letech 1943–1946 vystudoval Školu uměleckých řemesel (ŠUŘ) v Brně. Poté se v letech 1946–1949 ještě vyučil litografem v litografické dílně Bilík na ulici Cejl v Brně. V letech 1950–1968 pracoval jako litograf (reprodukční grafik) v ofsetové tiskárně Grafia n. p. Brno na ulici Masarykova 25/27. V roce 1969 přešel na místo odborného učitele grafických dílen Střední uměleckoprůmyslové školy (dříve ŠUŘ) Brno, kde setrval až do své smrti v roce 1983.
Od roku 1957 žil s manželkou Irenou (9. února 1935 – 12. března 2011) a adoptovaným synem v obci Omice.  

## Výstavy

### Samostatné výstavy
- 2025 Stejné a jiné – Dalibor Chatrný, Ivan Chatrný, Štěpán Málek, Galerie Benedikta Rejta, Louny
- 2015 Struktury, konstrukce, gesta, Dům umění města Brna
- 1999 České muzeum výtvarných umění, Praha
- 1997 České muzeum výtvarných umění, Praha (s D. Chatrným)
- 1986 Kresby, grafika, Kabinet grafiky Domu pánů z Kunštátu, Brno
- 1983 Sítotisky, Malá galerie Stavoprojektu, Brno (s D. Chatrným)
  - SUPŠ, Bratislava (s D. Chatrným)
- 1982 Písmové struktury z let 1970–1982, Městské kulturní středisko, Blansko
- 1974 Mappenwerke, Niederdonberg (D) (s D. Chatrným)
- 1972 Galerie Bernd Löbach, Bielefeld (D) (s D. Chatrným)
- 1971 Sítotisky a objekty, Oblastní galerie Vysočiny, Jihlava (s D. Chatrným a J. Valochem)
  - Rastrové struktury, Kino Družba, Brno
- 1970 Sítotisky, Alšova síň, Praha (s D. Chatrným)
- 1969 Sítotisky, Muzeum, Krnov (s D. Chatrným a J. Valochem - Konkretistické realizace '68, '69)

### Účast na výstavách Klubu konkrétistů
- 2001 Klub konkretistů, Dům umění, Opava
  - Muzeum města Brna, Špilberk, Brno
- 1999 Slovenská národná galéria, Bratislava (SK)
- 1998 Klub konkretistů, Oblastní galerie výtvarného umění, Ostrava
- Galerie výtvarného umění, Karlovy Vary
  - Klub konkretistů, Oblastní galerie výtvarného umění, Liberec
  - Klub konkretistů, Alšova jihočeská galerie, Hluboká nad Vltavou
  - Klub konkretistů, Galerie Klatovy - Klenová
- 1997 Klub konkretistů, Oblastní galerie Vysočiny, Jihlava
  - Muzeum umění Olomouc
  - Klub konkretistů, Dům umění, Zlín
- 1987 Klub der Konkretisten 1967–1987, Objekten und Grafiken, Galerie Rafay, Kronberg im Taunus (D)
- 1971 Klub der Konkretisten: Objekte und Graphik, Galerie Interior, Frankfurt nad Mohanem (D)
- 1970 Club van Konkretisten Praag, Heineken Galerij, Amsterdam (NL)
  - Klub konkretistů, Dům pánů z Kunštátu, Brno
  - Konkretistická grafika, Síň umění ZK ČKD, Blansko
  - Club van Konkretisten Praag, Galerie de Bazuin, Harlingen (NL)
  - Ascoli Piceno (I)
- 1969 Galleria Numero, Firenze (Florencie) (I)
  - Galleria Numero, Řím (I)
  - Klub konkretistu Cekoslovacchia, Studio di informazione estetica, Turín (I)
  - Klub konkretistů a hosté domácí i zahraniční, Galerie umění, Karlovy Vary
  - Klub konkretistů a hosté, Grafický kabinet Oblastní galerie, Olomouc
  - Klub konkretistov, Výstavní pavilon ZSVU, Bratislava (SK)
  - Galerie Pluijmen, Nijmegen (NL)
  - Tiffany´s Gallery, Den Haag (NL)
- 1968 Galerie Václava Špály, Praha
  - Dům kultury, Ústí nad Labem
  - Dom odborov, Žilina (SK)

### Účast na kolektivních výstavách
- 2019–2020 Art & Print, Muzeum umění, Olomouc
- 50 Years later / O 50 let později, Galerie umění, Karlovy Vary
  - Mnohoznačnost struktur / dynamika sil, Museum Kampa, Praha
- 2017 Radek Kratina - Konstanty a proměnné v dialogu s Jiřím Hilmarem, Daliborem a Ivanem Chatrnými, Muzeum města Brna, Špilberk
  - Album 76, Západočeská galerie v Plzni, Masné krámy
- 2011 Doteky konstruktivismu, Galerie Moderna, Praha
  - 2010 Česká grafika šedesátých let ze sbírek Galerie moderního umění v Hradci Králové: Část III - Jazyk geometrie (kat. výst.), Galerie moderního umění, Hradec Králové
- 2009 Aukce. Geometrická abstrakce, Galerie U Betlémské kaple, Praha
- 2008 Nechci v kleci! České a slovenské umění 1970 - 1989 ze sbírek Muzea umění, Muzeum umění Olomouc
  - Geometrie. Československý konstruktivismus a geometrická abstrakce, Galerie U Betlémské kaple, Praha
  - 2007 Soustředěný pohled. Grafika 60. let ze sbírek členských galerií Rady galerií České republiky, Oblastní galerie, Liberec – Oblastní galerie Vysočiny, Jihlava
- 2003 Práce na papíře. Výběr kreseb, grafik a koláží českých umělců ze sbírek Jana a Medy Mládkových, Galerie hlavního města Prahy
  - Svět jako struktura, struktura jako obraz, Galerie Klatovy - Klenová
- 2002 Česká grafika. Půlstoletí proměn moderní grafické tvorby, Galerie Mánes, Praha
  - Prostor pro tapiserii, Uměleckoprůmyslové muzeum, Brno
- 1999 Škola uměleckých řemesel v Brně, učitelé z let 1924–1999, Moravská galerie, Brno
  - Česká serigrafie, Staroměstská radnice, Praha
  - Česká serigrafie, Dům umění, Opava
  - 1998 „…a co sbírky.“ Přírůstky Muzea umění Olomouc za léta 1985–1998, Muzeum umění Olomouc
  - Česká serigrafie, Oblastní galerie výtvarného umění, Ostrava
  - Nové tapiserie z Moravské gobelínové manufaktury, Galerie Mánes, Praha
- 1997 Mezi tradicí a experimentem: Práce na papíře a s papírem v českém výtvarném umění 1939–1989, Muzeum umění Olomouc
  - Tapiserie, obraz, prostor, Galerie výtvarného umění, Hodonín
- 1996 Actual Textile Art. Tapiserie / Tapestries. Výstava ručně tkaných, vázaných tapiserií a koberců realizovaných v Moravské gobelínové manufaktuře, Valašské Meziříčí, Dům umění, Brno, Galerie výtvarného umění, Hodonín
- 1994 Česká grafika šedesátých let, Národní galerie, Palác Kinských, Praha
- 1993 Poesie racionality, České muzeum výtvarných umění, Valdštejnská jízdárna, Praha
- 1991 In memoriam, Galerie Mánes, Praha
  - In memoriam, Galerie Josefa Matičky, Litomyšl
  - Situace 1970–1989, Muzeum Beskyd, Frýdek-Místek
- 1990 Geometrická a konstruktivní tvorba, Výstavní síň V. Wünsche, Havířov
  - Neue Blätter aus der ČSSR, Kupferstich-Kabinett der Staatlichen Kunstsammlungen, Dresden (D)
- 1988 Geometrie v současném výtvarném umění, SZK Benar, Litvínov
- 1987 Osobnosti brněnské grafiky 20. století ze sbírek Muzea města Brna, Dům pánů z Kunštátu, Brno
- 1984 Výstava SUPŠ, Dům umění, Galerie J. Krále, Brno
- 1983 Ze současné brněnské grafiky, Československé kulturní a informační středisko, Warszava (PL)
  - Moravská grafika, Dům umění, Brno
- 1982 Grafica checoslovaca, Instituto de Intercambio Cultural Mexicano-Checoslovaco, Ciudad de México (MEX)
- 1981 Grafika a kresby z Brna, Kunstnike Majas, Tartu (EST)
- 1980 Současná česká kresba, Dům pánů z Kunštátu, Brno
  - Brněnská grafika, Dům umění, Znojmo
- 1979 Česká konkrétní grafika, Institut průmyslového designu, Praha
- 1974 Galerie Paramedia, Berlín (D)
- 1973 Brněnská grafika, Riiklikus kunstimuuseumis, Tartu, Poznaň (PL)
  - Sale wystawowe Biura wystav artystycznych, Toruň (PL)
- 1971 Werken van tsjechoslowaakse grafici 1960–1970, Centraal Museum, Utrecht (NL)
  - Junge Tschechoslowakische Künstler, Informationszentrale für Ereignisse, Bielefeld (D)
  - Grafické umění z Brna, Mexiko (MEX)
- 1970 Graphics from Czechoslovakia, Willard Gallery, New York (USA)
  - Soudobá československá grafika, Dům umění, Hodonín
  - 50 e uno grafici cecoslovacchi, Piceno, Massafra (I)
  - 77 grafici - festival dell arte cecoslovacchi, Galeria del Palazzo del Principi, Correggio (I)
  - Czechoslovak Graphics 1960 - 1970, Museum of Modern Art, Oxford (UK)
  - Konfrontace II, Nová síň, Praha
- 1969 Členská výstava SČSVU (jako host), Dům umění, Brno
- 1968 1. bienále výzkumu grafiky, Oblastní galerie Vysočiny, Jihlava

## Zastoupení ve sbírkách
- Galerie Benedikta Rejta v Lounech
- Galerie moderního umění v Hradci Králové
- Kupferstich-Kabinett der Staatlichen Kunstsammlungen Dresden (D)
- Moravská galerie v Brně
- Muzeum města Brna
- Muzeum Sztuki w Łodzi (PL)
- Muzeum umění Olomouc
- Národní galerie v Praze
- Oblastní galerie Vysočiny v Jihlavě
- Východočeská galerie v Pardubicích
- Galéria Zirc (H)[1]

### Související stránky
- Dalibor Chatrný
- Klub konkrétistů